# Тариалан (Хувсгел)
Тариалан (монг. Тариалан, «земледельческий») — сомон в аймаке Хувсгел. Расположен в восточной части аймака. Граничит с аймаком Булган (на востоке), а также с сомонами: Эндэнэбулган (на севере) и Их-Уул (на западе).
Площадь составляет 3431 км², из которых 1582 км² занимают пастбища, а 167 км² занимают обрабатываемые земли (74 % от всех обрабатываемых земель аймака). Население по данным на 2000 год — 5855 человек. Административный центр — Бадрах, расположен в 160 км к востоку от города Мурэн и в 521 км от Улан-Батора; имеет население 2981 человек (2-й по численности населения населенный пункт аймака после его столицы).
По данным на 2007 год в сомоне было примерно 69 000 коз, 59 000 овец, 17 000 коров и яков, 8000 лошадей и 23 верблюда.